# Mårslet
Mårslet es una localidad situada en el municipio de Aarhus, en la región de Jutlandia Central (Dinamarca), con una población estimada a principios de 2018 de unos 5007 habitantes.
Se encuentra ubicada en el centro-este de la península de Jutlandia, junto a la costa del mar Báltico y la ciudad de Aarhus.